# Ugo Bassano
Ugo Bassano (Livorno, 1908 – Livorno, 28 luglio 1988) è stato un giurista e politico italiano.

## Biografia
Ugo Bassano nasce nel 1908 da Armando Bassano e Pia Castelfranchi, ambedue di religione ebraica e di origini assai modeste. La sua carriera scolastica comincia un po' in ritardo: una polmonite gli impedisce, infatti, di frequentare con regolarità la scuola elementare. Agli inizi del 1918 deve interrompere ancora una volta gli studi a causa di un'epidemia di vaiolo che colpisce quasi tutta la sua famiglia; nel 1920, debilitato dalla precedente malattia e colpito dalla spagnola, muore il padre Armando.
Ugo Bassano frequenta con fatica le scuole medie e poi il liceo classico. S'iscrive alla facoltà di Giurisprudenza dell'Università di Pisa dove si laurea nel 1931, iniziando subito un'intensa attività di studioso ed una brillante carriera di avvocato nello studio del legale Giuseppe Funaro. Negli anni dell'università si avvicina per la prima volta alle attività della Comunità ebraica livornese, entrando a far parte per un certo periodo del Circolo di cultura ebraica.
Convintosi della necessità della creazione di uno stato ebraico in Palestina, Bassano partecipa alle attività del gruppo livornese del KKL (Keren Kayemet LeIsrael: Fondo Nazionale Ebraico) per l'invio dei fondi agli ebrei emigrati in Palestina, e del KH (Keren HaYesod: Fondo per lo sviluppo) per l'acquisto di terreni nella regione. L'attività di avvocato gli procura i primi problemi col regime fascista, a causa del suo interessamento in numerosi casi di proposti per il confino riguardanti ebrei che, contravvenendo alle leggi razziali dell'epoca, hanno esercitato professioni e mestieri vietati. La legislazione antiebraica, che vietava agli avvocati ebrei di esercitare in favore dei cristiani, colpisce anche Bassano, che non viene incluso neppure nell'elenco degli ammessi al patrocinio degli ebrei.
Bassano inizia allora a lavorare nello studio dell'avvocato Lumbroso e continua la sua attività professionale sotto la copertura dello stesso Lumbroso e di altri illustri giuristi come Vittorio Emanuele Orlando, Arturo Carlo Jemolo e Adone Zoli. Ormai apprezzato come studioso di diritto internazionale, ecclesiastico e processuale civile, viene presentato all'Accademia di diritto internazionale di Washington. Forte di questa presentazione e grazie all'affidavit dell'Associazione delle donne ebree americane, Bassano si prepara ad andare negli Stati Uniti, ma l'entrata in guerra dell'Italia impedisce la partenza.
Nel 1944 fu sfollato a Castelfranco di Sotto.